# Положани, Артим
Арти́м Положа́ни (макед. Артим Положани, алб. Artim Pollozhani; 25 июня 1982, Струга, СФРЮ) — македонский футболист, полузащитник клуба «Фламуртари».

## Карьера

### Клубная
В 2006 году, играл в составе «Македонии». Затем был арендован клубом «Вардар» у «Кобленца». В 2010 году впервые был подписан российским клубом «Крылья Советов», в котором провёл почти год, ни разу не сыграв, после чего был куплен московским «Торпедо».

### В сборной
В 2006 году впервые был вызван в сборную Македонии, и на сегодняшний день провёл 12 матчей.